# Nordstraße 1, 2, 4 Weinbergstraße 1, 4, 6, 8, 9, 12, 14, 15, 16, 17, 18, 20, 22, 24

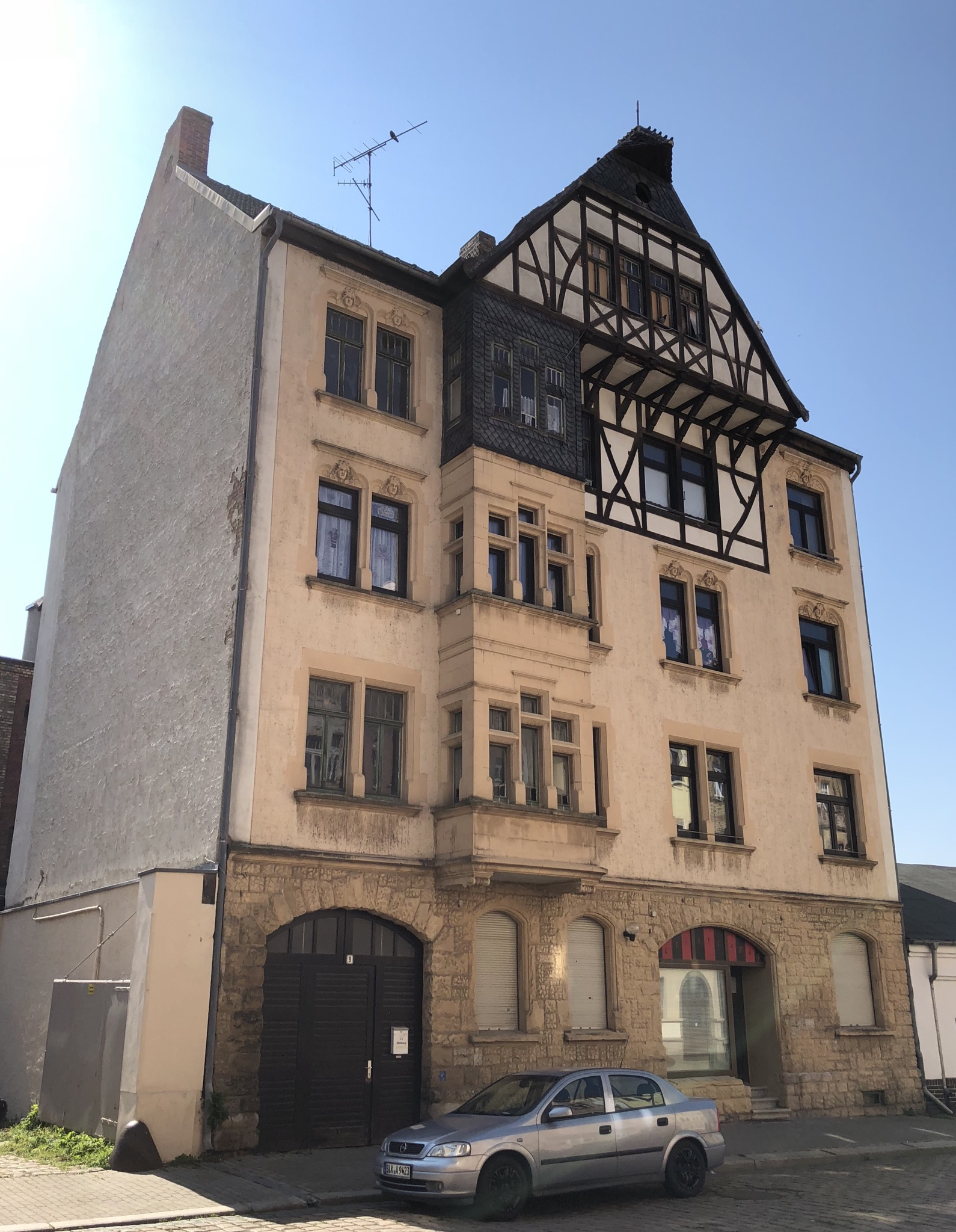
Haus Weinbergstraße 9, 2019

Nordstraße 1, 2, 4 Weinbergstraße 1, 4, 6, 8, 9, 12, 14, 15, 16, 17, 18, 20, 22, 24 ist die Bezeichnung eines denkmalgeschützten Straßenzuges in Weißenfels in Sachsen-Anhalt.

## Lage
Er befindet sich nördlich der Anlagen des Bahnhofs Weißenfels. Die denkmalgeschützten Gebäude stehen auf der Nord- und der Südseite der Weinbergstraße, auf die von Norden die Nordstraße einmündet. Die Häuser der Nordstraße im Einmündungsbereich gehören ebenfalls zum Denkmal. Die zum Denkmalbereich gehörende Fabrikanlage INTEX Weißenfels ist zugleich als Einzeldenkmal ausgewiesen.

## Architektur und Geschichte
Die Gebäude des Denkmalbereichs entstanden etwa um das Jahr 1900. Zum größten Teil handelt es sich um aufwendig gestaltete Wohnhäuser. Sie sind als Ziegelbauten errichtet, zum Teil verputzt und verfügen teilweise über Fachwerkelemente. Das Haus Weinbergstraße 20 ist am Erker mit einer Verglasung im Jugendstil versehen.
Im örtlichen Denkmalverzeichnis ist der Straßenzug unter der Erfassungsnummer 094 15441 als Denkmalbereich verzeichnet.
Die Häuser Weinbergstraße 12, 14, 16, 18 und 20 werden als prägend für das Stadtbild eingeschätzt, sie das Saalepanorama der Weißenfelser Neustadt prägen. In der Vergangenheit, zumindest bis 1994, gehörten die Häuser Nordstraße 1, 2, 4 noch nicht zum Denkmalbereich.